# 분대지도자

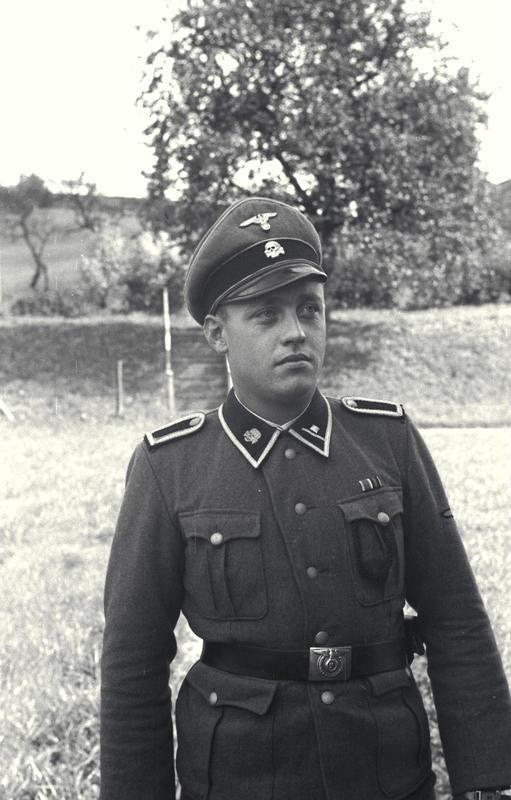
마우타우젠-구젠 강제수용소에서 근무 중인 한 친위대 분대지도자.

분대지도자(독일어: Scharführer)는 20세기 초 독일에서 사용된 군사 계급 용어이다. 그 기원은 제1차 세계 대전까지 거슬러 올라가며, 충격군을 비롯한 특수부대를 이끄는 부사관을 일컫는 말이었다.
그러나 오늘날에는 1925년에서 1945년 사이에 사용된 나치당 준군사계급으로 더 널리 알려져 있다. 돌격대 계급으로서 분대지도자는 대오지도자의 위이고 상급분대지도자의 아래이다. 친위대 계급으로서 분대지도자는 하급분대지도자의 위이고 상급분대지도자의 아래이다. 친위대 분대지도자는 돌격대 상급분대지도자 및 국방군 중사와 동격이다.